# Voor altijd (lied)
Voor altijd is een lied van de Nederlandse zanger André van Duin. Het werd in 2021 als single uitgebracht.

## Achtergrond
Voor altijd is geschreven door Danny Vera en André van Duin en geproduceerd door Frans Hagenaars en Danny Vera. Het nummer kan worden gezien als een luisterlied. Vera schreef het lied binnen een half uur en bedacht daarna dat hij het mooi zou vinden als Van Duin het zou inzingen. Bij televisieprogramma Veronica Inside vertelde Vera dat hij het nummer al schreef met de stem van Van Duin in zijn hoofd. Van Duin vond het goed om het lied in te zingen, maar stelde wel tekstuele wijzigingen voor. Met deze wijzigingen werd het lied een ode aan Martin Elferink, de aan botkanker overleden echtgenoot van Van Duin. De artiesten brachten het lied voor het eerste ten gehore bij televisieprogramma Matthijs gaat door, met begeleidend gitaarspel van Vera zelf.
Van de single werden twee versies uitgebracht. De eerste was een digitale uitgave en de tweede een fysieke uitgave op een 7 inch plaat. Bij deze 7" versie staat op de B-kant een instrumentale versie van het lied. De opbrengsten van de single worden gedoneerd aan KWF Kankerbestrijding.

## Hitnoteringen
In de hitlijsten was het nummer geen groot succes. Het kwam niet in de Single Top 100 terecht en er was ook geen notering in de Top 40. Daar was echter wel de zeventiende plaats in de Tipparade.